# Rue du Pensionnat (Paris)
La rue du Pensionnat est une voie située dans le quartier de Picpus du 12e arrondissement de Paris. 

## Situation et accès
La rue du Pensionnat est accessible par les lignes de métro 1, 2, 6 et 9 à la station Nation.

## Origine du nom
Elle porte ce nom en raison de la proximité de l'ancien pensionnat d'un établissement d'enseignement.

## Historique
Ouverte sous le nom de « cité du Trône » vers 1860, la rue prend ensuite le nom de « rue du Pensionnat ».